# NGC 1893
NGC 1893 là một cụm sao mở trong chòm sao Ngự Phu. Đó là khoảng 12.400 năm ánh sáng. Cụm sao được nhúng trong vùng HII IC 410.
Hình ảnh của cụm sao do Đài quan sát tia X Chandra gợi ý rằng nó chứa khoảng 4600 vật thể sao trẻ.